# شگفت‌انگیزان (موسیقی فیلم)
شگفت‌انگیزان (به انگلیسی: The Incredibles) آلبوم موسیقی متن فیلم دیزنی-پیکسار به همین نام و محصول ۲۰۰۴ است که توسط مایکل جاکینو ساخته شده‌است. این اثر، نامزد جایزه‌های بین‌المللی قابل توجهی نیز شده‌است.